# Sd.Kfz 7/9
De Feuerleitpanzerfahrzeug für V2 Raketen auf Zugkraftwagen 8t Sd.Kfz. 7/9 of kortweg de Sd.Kfz. 7/9 was een omgebouwde versie van de Sd.Kfz. 7 die nodig was sinds 1944. Hij werd uitsluitend gebruikt voor het lanceren van de V-2 raketten. Op de basis van de Sd.Kfz. 7 werd een goed afgesloten dodecaëder geplaatst met daarin de meters en radioapparatuur die nodig waren voor het lanceren. De kubus was goed afgesloten zodat er geen gassen en dampen in de cabine konden komen tijdens het lanceren.